# RGP-40
RGP-40 (Гранатомет револьверного типу, 40 мм) або GA-40 — шестизарядний 40-мм гранатомет револьверного типу, розроблений та виготовлений WAT та OBR SM Tarnów для Збройних Сил Польщі. На його дизайн сильно вплинув M32 MGL.

## Історія
Перший прототип був створений у 2008 році і був представлений на виставці MSPO 2008 у Кельцях. Зброя візуально схожа на південноафриканський Milkor MGL, особливо на варіант M32 MGL. Його остаточна конструкція масового виробництва може відрізнятися від пропонованого прототипу. Планується замінити приклад на власний телескопічний приклад для гранатомета, серед іншого, що використовується в прототипі для покращення ергономіки та функціональності.
За планами, основним одержувачем РГП-40 будуть Збройні Сили Польщі, для яких, за підрахунками, знадобиться близько 500 залпових гранатометів. Іншими потенційними покупцями цієї зброї також можуть бути поліція, тюремна служба та інші правоохоронні органи, яким потрібна зброя з високою вогневою потужністю, здатна стріляти сльозогінним газом та несмертельними боєприпасами.

## Деталі дизайну
RGP-40 — це 40-мм гранатомет для стрільби з плеча  із шестизарядним пружинним магазином револьверного типу, здатним приймати більшість гранат 40×46 мм. Циліндр з пружинним приводом автоматично повертається на 60° під час стрільби, але його потрібно заводити назад після кожного перезаряджання.
Основним елементом зброї є рама, до якої кріпиться магазин револьверного типу. Під час стрільби барабан повертається на 60 градусів пружинами, які заводяться назад при зарядженні патронів у зброю.
Магазин розрахований на 6 патронів. Патронник має довжину 140 мм, що дозволяє користувачеві використовувати як бойові боєприпаси, так і спеціальні довші патрони.
Перед завантаженням патронів магазин потрібно повернути вліво або вправо (магазин барабанного типу відкидного типу).
RGP-40 використовує тригер подвійної дії. Щоб запобігти випадковому взводу та пострілу, у верхній частині пістолетної рукоятки є двосторонній перемикач безпеки.
РГП-40 оснащений рейкою Пікатінні зверху магазина і трьома рейками, що оточують ствол. Він також оснащений телескопічним прикладом, який можна повертати вертикально для кращого поводження зі зброєю.

## Користувачі

#### Діючі
Польща — використовується правоохоронними органами.

#### Потенційні
Україна — прем'єр-міністр Польщі Матеуш Моравецький під час відвідин оборонного заводу Zakłady Mechaniczne Tarnów у лютому 2022 року анонсував передачу Україні 60-мм мінометів LMP-2017 та 40-мм гранатометів RGP-40.